# 霍尼 (科羅拉多州)
霍尼（英語：Hoehne）是位於美國科羅拉多州拉斯阿尼馬斯縣的一個人口普查指定地區。

## 地理
霍尼的座標為37°16′52″N 104°22′49″W / 37.28111°N 104.38028°W，而該地最高點為海拔高度1750米（即5740英尺）。

## 人口
根據2010年美國人口普查的數據，霍尼的面積為8.05平方千米，均為陸地。當地共有人口111人，而人口密度為每平方千米13人。